# Morti nel 1971/Agosto
| Questa pagina contiene informazioni ricavate automaticamente dalle voci biografiche con l'ausilio del template Bio e di un bot. L'aggiornamento è periodico e automatico e ricostruisce completamente la pagina. Se manca una persona in questa lista, sei pregato di non aggiungerla, ma accertati piuttosto che la sua voce biografica contenga il template Bio e che i dati anagrafici siano correttamente compilati. Se il template Bio manca, inseriscilo tu stesso o, in alternativa, metti l'avviso {{tmp\|Bio}} che ne segnala la mancanza. Se i dati riportati sono sbagliati, correggi direttamente la voce biografica; le modifiche saranno visibili in questa lista entro pochi giorni. Per chiarimenti vedi il progetto biografie. La lista contiene solo le 90 persone che sono citate nell'enciclopedia e per le quali è stato implementato correttamente il template Bio. Pagina aggiornata al 3 mar 2024. |

- 1º agosto - August Oberhauser, calciatore svizzero (n. 1895)
- 1º agosto - Paul Sawtell, compositore polacco (n. 1906)
- 2 agosto - Ludwig Marcuse, filosofo tedesco (n. 1894)
- 3 agosto - Ernst Eklund, attore, commediografo e regista cinematografico svedese (n. 1882)
- 3 agosto - Azriel Luboshitz, cestista israeliano (n. 1935)
- 4 agosto - Georg Maurer, poeta e saggista tedesco (n. 1907)
- 5 agosto - Ber Groosjohan, calciatore olandese (n. 1897)
- 5 agosto - Georg Jauer, generale tedesco (n. 1896)
- 5 agosto - Zdzisław Kasprzak, cestista polacco (n. 1910)
- 5 agosto - Sergio Morgana, magistrato, politico e avvocato italiano (n. 1907)
- 6 agosto - Gualtiero Adami, ingegnere e funzionario italiano (n. 1878)
- 6 agosto - Fausto Cleva, direttore d'orchestra italiano (n. 1902)
- 6 agosto - Jennison Heaton, bobbista e skeletonista statunitense (n. 1904)
- 7 agosto - Enrico Pancera, scultore italiano (n. 1882)
- 7 agosto - Enno von Rintelen, generale tedesco (n. 1891)
- 8 agosto - Joseph Santley, regista, produttore televisivo e sceneggiatore statunitense (n. 1890)
- 8 agosto - Ludovico Spada Veralli Potenziani, nobile e politico italiano (n. 1880)
- 9 agosto - Leslie Kong, produttore discografico giamaicano (n. 1933)
- 9 agosto - Ángel Médici, calciatore argentino (n. 1897)
- 9 agosto - Otto Wagener, militare tedesco (n. 1888)
- 10 agosto - Federico Callori di Vignale, cardinale italiano (n. 1890)
- 10 agosto - Henri Cournollet, giocatore di curling francese (n. 1882)
- 10 agosto - Paolo Galeazzi, vescovo cattolico italiano (n. 1885)
- 10 agosto - Carlo Mazzantini, filosofo italiano (n. 1895)
- 10 agosto - Russell Joseph McVinney, vescovo cattolico statunitense (n. 1898)
- 11 agosto - Mario Bussich, calciatore italiano (n. 1898)
- 11 agosto - John Burton Cleland, patologo e naturalista australiano (n. 1878)
- 11 agosto - Adolfo Giaquinto, magistrato, avvocato e politico italiano (n. 1878)
- 11 agosto - Vladïmïr Lïsïcın, calciatore sovietico (n. 1938)
- 12 agosto - Massinet Sorcinelli, cestista brasiliano (n. 1922)
- 12 agosto - Maria Paola Muzzeddu, religiosa italiana (n. 1913)
- 13 agosto - Walter Owen Bentley, ingegnere e imprenditore inglese (n. 1888)
- 13 agosto - King Curtis, sassofonista statunitense (n. 1934)
- 13 agosto - Jean Dabin, giurista belga (n. 1889)
- 13 agosto - Barry Domvile, ammiraglio britannico (n. 1878)
- 13 agosto - Oscar Verbeeck, calciatore belga (n. 1891)
- 14 agosto - Salvatore Battaglia, filologo, linguista e lessicografo italiano (n. 1904)
- 14 agosto - Georg von Opel, imprenditore e canottiere tedesco (n. 1912)
- 14 agosto - Pinchi, paroliere italiano (n. 1900)
- 14 agosto - Erminio Spalla, pugile e attore italiano (n. 1897)
- 15 agosto - Paul Lukas, attore ungherese (n. 1891)
- 15 agosto - Walther von Wartburg, linguista, filologo e lessicografo svizzero (n. 1888)
- 16 agosto - Elsie Baker, attrice statunitense (n. 1883)
- 16 agosto - Ferruccio Bruni, mezzofondista italiano (n. 1899)
- 16 agosto - Pio Lava Boccardo, biologo venezuelano (n. 1902)
- 16 agosto - Wilhelm List, generale tedesco (n. 1880)
- 16 agosto - Spyros Skouras, produttore cinematografico greco (n. 1893)
- 17 agosto - Enzo Aita, tenore italiano (n. 1903)
- 17 agosto - Horace McMahon, attore statunitense (n. 1906)
- 17 agosto - Joe Smith, allenatore di calcio e calciatore inglese (n. 1889)
- 18 agosto - Pëtr Grigor'evič Bogatyrëv, etnografo e docente russo (n. 1893)
- 18 agosto - Nello Corti, calciatore italiano (n. 1898)
- 18 agosto - Peter Fleming, scrittore, giornalista e militare britannico (n. 1907)
- 18 agosto - Carl Pedersen, ginnasta danese (n. 1883)
- 18 agosto - Renato Spada, aviatore italiano (n. 1894)
- 19 agosto - Mary Browne, tennista statunitense (n. 1891)
- 19 agosto - Domingo Lombardi, arbitro di calcio uruguaiano (n. 1898)
- 20 agosto - Felice Romano, calciatore e allenatore di calcio italiano (n. 1894)
- 21 agosto - Giovanni Acquaviva, pittore italiano (n. 1900)
- 21 agosto - Gianni Bosio, storico, editore e curatore editoriale italiano (n. 1923)
- 21 agosto - George Jackson, attivista statunitense (n. 1941)
- 21 agosto - Gianfilippo Usellini, pittore italiano (n. 1903)
- 22 agosto - Birger Nerman, archeologo e scrittore svedese (n. 1888)
- 23 agosto - Giuseppe Baccilieri, calciatore italiano (n. 1902)
- 23 agosto - Oliver McGowan, attore statunitense (n. 1907)
- 24 agosto - Carl Blegen, archeologo statunitense (n. 1887)
- 24 agosto - Wallace John Eckert, astronomo statunitense (n. 1902)
- 24 agosto - Luigi Ferrajolo, scienziato e geofisico italiano (n. 1878)
- 24 agosto - Antonio Meli Lupi di Soragna, ufficiale e diplomatico italiano (n. 1885)
- 25 agosto - Leroy Edwards, cestista statunitense (n. 1914)
- 25 agosto - Ted Lewis, musicista e cantante statunitense (n. 1890)
- 26 agosto - Gemma Giannini, religiosa italiana (n. 1884)
- 26 agosto - Luigi Fogar, arcivescovo cattolico italiano (n. 1882)
- 26 agosto - Sabiha Sultan, principessa ottomana (n. 1894)
- 26 agosto - Francesco Santoliquido, compositore italiano (n. 1883)
- 27 agosto - Elio Bertocchi, ciclista su strada italiano (n. 1919)
- 27 agosto - Margaret Bourke-White, fotografa statunitense (n. 1904)
- 27 agosto - Giannino Castiglioni, scultore, pittore e medaglista italiano (n. 1884)
- 27 agosto - Bennett Cerf, scrittore e curatore editoriale statunitense (n. 1898)
- 27 agosto - Lil Hardin Armstrong, pianista e compositrice statunitense (n. 1898)
- 28 agosto - Domenico Albergo, politico italiano (n. 1889)
- 28 agosto - Francis Humphrys, diplomatico inglese (n. 1879)
- 28 agosto - Geoffrey Lawrence, magistrato e nobile britannico (n. 1880)
- 28 agosto - Dezső Szentgyörgyi, militare e aviatore ungherese (n. 1915)
- 29 agosto - Giulio Krall, ingegnere e matematico italiano (n. 1901)
- 29 agosto - Leopold e Loeb, criminale statunitense (n. 1904)
- 29 agosto - Viktors Vizla, calciatore lettone (n. 1910)
- 29 agosto - William Wadsworth, canottiere canadese (n. 1875)
- 30 agosto - Louis Armand, ingegnere francese (n. 1905)
- 30 agosto - Biagio Mercadante, pittore italiano (n. 1892)